# 河合村立羽根小学校
河合村立羽根小学校 （かわいそんりつ はねしょうがっこう）は、かつて岐阜県吉城郡河合村（現・飛騨市河合町）に存在した公立小学校。

## 概要
- 吉城郡河合村の西部（羽根・新名など）が校区であった。1965年、角川小学校[注釈 2]に統合され、廃校。
- 1948年から1962年までは羽根中学校を併設し、羽根小中学校とも称した。
- 跡地は羽根口御番所会館となっている。

## 沿革
- 1874年（明治7年） - 羽根村に角川学校支校羽根学校が開校。願徳寺[注釈 3]を仮校舎とする。
- 1875年（明治8年）
  - 1月 - 河合村大字新名の願念寺[注釈 4]を仮校舎とし移転。角川学校支校新名学校に改称する。
  - 1月23日 - 小無雁村、稲越村、大木村、芦谷村、舟原村、保村、月ヶ瀬村、天生村、中沢上村、有家村、角川村、二ツ屋村、元田村、新名村、上ヶ島村、羽根村、保木村、有家林村が合併し、河合村が発足。
  - 6月 - 白山神社[注釈 5]を仮校舎とし移転。
- 1878年（明治11年）9月 - 河合村大字新名の民家を仮校舎とする。
- 1879年（明治12年）6月 - 旧・御番所跡地に移転。校舎は旧・御番所を解体した資材を使用して建設。
- 1881年（明治14年） - 角川学校から独立し、教進学校に改称する。
- 1886年（明治19年）10月 - 羽根簡易科小学校に改称する。
- 1889年（明治22年） - 校舎を増築する。
- 1892年（明治25年） - 羽根尋常小学校に改称する。
- 1902年（明治35年） - 大字元田に元田分教場を設置。
- 1903年（明治36年）9月 - 農業補習学校を併設する。
- 1906年（明治39年） - 校区変更により天生地区が保尋常小学校校区から羽根尋常小学校校区に移る。
- 1908年（明治41年） - 農業補習学校の入校者が0となり、農業補習学校を一時休校とする。
- 1912年（大正元年）9月 - 農業補習学校を再開する。
- 1915年（大正4年）8月 - 校舎を増築する。
- 1926年（大正15年）6月 - 青年訓練所を併設する。
- 1927年（昭和2年） - 元田分教場が元田尋常小学校として独立。
- 1935年（昭和10年） - 青年学校を併設する。
- 1938年（昭和13年）12月20日 - 校舎（木造2階建）を新築。
- 1939年（昭和14年）3月 - 羽根尋常高等小学校に改称する。
- 1941年（昭和16年）4月1日 - 羽根国民学校に改称する。
- 1947年（昭和22年）4月1日 - 河合村立羽根小学校に改称する。河合村立河合中学校羽根分校を併設する。
- 1948年（昭和23年）4月1日 - 河合中学校が廃校。羽根分校が独立し河合村立羽根中学校となり、羽根小学校に併設する。
- 1962年（昭和37年）4月1日 - 羽根中学校が廃校。羽根小学校は単独校となる。
- 1965年（昭和40年）
  - 3月3日 - 角川小学校への統合が決まる。
  - 3月31日 - 廃校。